# Škurinje
Škurinje, (olaszul: Scurigne) Fiume városrésze Horvátországban, Tengermellék-Hegyvidék megyében. A kerületben található többek között egy bevásárlóközpont és a Škurinje forgalmi csomópont az A7-es autópályáról a helyi bevásárlóközpont és Fiume városközpontja felé tartó kijáratokkal.

## Fekvése
Fiume központjától északnyugatra fekszik. Škurinje délen Škurinjska Draga, délnyugaton Podmurvice, nyugaton Pehlin és keleten Drenova területével határos. Északon Viškovo község Marinići települése határolja.